# Ange Di Caro
Ange Di Caro (Tunisi, 10 gennaio 1951) è un allenatore di calcio ed ex calciatore francese, di ruolo attaccante.

## Carriera
Esordisce da professionista nel 1967, all'età di 16 anni, con la maglia dell'Olympique Marsiglia, con cui nella stagione 1967-1968 realizza un gol in 3 presenze nella prima divisione francese; nella stagione successiva segna invece un gol in 6 presenze, seguito da un gol in 2 presenze nella stagione 1969-1970, nella quale gioca anche un'ulteriore partita in Coppa di Francia. Nella stagione 1970-1971, nella quale il club diventa campione di Francia, Di Caro contribuisce alla vittoria del campionato segnandovi una rete in 2 presenze. A partire dalla stagione 1971-1972 viene impiegato con maggior frequenza: oltre a scendere in campo nella vittoriosa Supercoppa di Francia, gioca infatti 3 partite in Coppa dei Campioni, 2 partite nella vittoriosa Coppa di Francia e 15 partite (con 5 reti segnate) in campionato, a sua volta vinto. Nella stagione 1972-1973 Di Caro gioca invece un'ulteriore partita in Coppa dei Campioni, 3 partite in Coppa di Francia e 13 partite in campionato, nelle quali realizza 2 reti; a fine stagione lascia dopo 6 anni il club, con un bilancio complessivo di 52 presenze ed 11 reti segnate fra tutte le competizioni.
Nell'estate del 1973 si accasa al Nancy, con cui realizza 9 reti in 33 presenze in prima divisione ed un gol in 2 presenze in Coppa di Francia, non riuscendo però ad evitare la retrocessione del club; la permanenza in seconda divisione dura comunque una sola stagione, grazie alla vittoria del campionato nella stagione 1974-1975, alla quale Di Caro contribuisce con 7 reti in 28 presenze, che si aggiungono alle 5 reti in 7 presenze in Coppa di Francia. Nella stagione 1975-1976 Di Caro segna invece 5 gol in 8 partite in Coppa di Francia, competizione nella quale la sua squadra raggiunge la semifinale, oltre a 8 gol in 31 partite in campionato; a fine anno lascia il club per trasferirsi al Laval, con cui nella stagione 1976-1977 mette a segno 6 reti in 38 presenze nella prima divisione francese, seguite da 10 reti in 26 presenze nella stagione successiva e da 3 reti in 10 presenze nella prima parte della stagione 1978-1979, nella quale gioca anche un incontro nella Coppa Piano Karl Rappan prima di trasferirsi allo Stade Reims, con cui gioca 10 partite in prima divisione senza mai segnare, e poi ancora nuovamente nella stessa stagione al Bordeaux, con cui segna un gol in 2 presenze in Coppa di Francia, in aggiunta a 5 presenze senza reti nella prima divisione francese.
Nell'estate del 1979 scende di categoria, al Béziers, con cui nella stagione 1979-1980 realizza 4 reti in 30 presenze nella seconda divisione francese; passa quindi al Tavaux-Damparis, club di seconda divisione, dove è contemporaneamente giocatore ed allenatore; la sua prima stagione si conclude con 7 reti in 30 presenze e con la retrocessione in terza divisione, categoria in cui continua sia a giocare che ad allenare fino al 1984.

## Palmarès

### Giocatore

#### Competizioni nazionali
- Campionato francese: 2

Olympique Marsiglia: 1970-1971, 1971-1972
- Coppa di Francia: 1

Olympique Marsiglia: 1971-1972
- Supercoppa francese: 1

Olympique Marsiglia: 1971
- Campionato francese di seconda divisione: 1

Nancy: 1974-1975